# Dvärggrenbock
Dvärggrenbock (Grammoptera ruficornis) är en skalbagge i  familjen långhorningar. 

## Kännetecken
Dvärggrenbocken är mycket liten, mellan 3 och 7 millimeter lång. Den har mörk kropp och gulröda antenner som är nästan lika långa som kroppen. Även frambenen är gulröda men med mörka fötter. 

## Utbredning
Dvärggrenbocken finns i Sverige från Skåne till Uppland och är lokalt ganska vanlig. Den finns även i Danmark och södra Norge. Den finns i en stor del av Europa och i Turkiet och Kaukasus. 

## Levnadssätt
Dvärggrenbocken är knuten till lövskog och påträffas i skogsbryn, gläntor, hagmarker och liknande med gamla lövträd. Larverna utvecklas i döda grenar som sitter på levande träd, till exempel ek, bok, al, lind, alm och hagtorn. Larvutvecklingen är ettårig och skalbaggen kläcks från slutet av maj till mitten av juni. Den fullvuxna skalbaggen ses ofta i blommor på hagtorn, rönn, oxel och hundkäx.

## Etymologi
Det vetenskapliga namnet ruficornis betyder "med röda antenner" på latin.